# Martín Río
Martín Río (Quilmes, 14 marzo 2001) è un calciatore argentino, centrocampista del Banfield in prestito dal Querétaro.

## Carriera
È cresciuto nel settore giovanile di Quilmes e Racing Club. Nel 2020 è passato in Spagna all'Haro Deportivo ma l'anno successivo è rientrato in Argentina al Talleres (RdE) dove ha iniziato la sua carriera professionistica in Primera B Metropolitana, debuttando nell'incontro pareggiato 1-1 contro il Def. Unidos.
Nel gennaio del 2022 è passato al Def. de Belgrano in Primera B Nacional e l'anno successivo ha fatto ritorno al Quilmes. Il 9 gennaio 2024 è stato acquistato dal Querétaro e dodici giorni dopo ha debuttato in Liga MX nella partita persa 2-0 contro l'América.
Il 5 gennaio 2025 è passato in prestito al Banfield, con cui ha esordito nella prima divisione argentina.

## Statistiche

### Presenze e reti nei club
Statistiche aggiornate al 7 febbraio 2025.
| Stagione         | Squadra          | Campionato       | Campionato | Campionato | Coppe nazionali | Coppe nazionali | Coppe nazionali | Coppe continentali | Coppe continentali | Coppe continentali | Altre coppe | Altre coppe | Altre coppe | Totale | Totale | Totale |
| Stagione         | Squadra          | Comp             | Pres       | Reti       | Comp            | Pres            | Reti            | Comp               | Pres               | Reti               | Comp        | Pres        | Reti        | Pres   | Reti   |        |
| ---------------- | ---------------- | ---------------- | ---------- | ---------- | --------------- | --------------- | --------------- | ------------------ | ------------------ | ------------------ | ----------- | ----------- | ----------- | ------ | ------ | ------ |
| 2021             | Talleres (RdE)   | PBM              | 14         | 1          | CA              | 1               | 0               | -                  | -                  | -                  | -           | -           | -           | 15     | 1      |        |
| 2022             | Def. de Belgrano | PBN              | 28         | 0          | CA              | 0               | 0               | -                  | -                  | -                  | -           | -           | -           | 28     | 0      |        |
| 2023             | Quilmes          | PBN              | 31         | 4          | CA              | 0               | 0               | -                  | -                  | -                  | -           | -           | -           | 31     | 4      |        |
| 2023-2024        | Querétaro        | LMX              | 6          | 0          | -               | -               | -               | -                  | -                  | -                  | LC          | 2           | 0           | 8      | 0      |        |
| 2024-gen. 2025   | Querétaro        | LMX              | 11         | 0          | -               | -               | -               | -                  | -                  | -                  | -           | -           | -           | 11     | 0      |        |
| Totale Quéretaro | Totale Quéretaro | Totale Quéretaro | 17         | 0          |                 | -               | -               |                    | -                  | -                  |             | 2           | 0           | 19     | 5      |        |
| 2025             | Banfield         | PD               | 4          | 0          | CA              | 0               | 0               |                    | -                  | -                  |             | -           | -           | 4      | 0      |        |
| Totale carriera  | Totale carriera  | Totale carriera  | 94         | 5          |                 | 1               | 0               |                    | -                  | -                  |             | 2           | 0           | 97     | 5      |        |